# منطقة اليرجيبور
اليرجيبور رمزها «AL» (بالإنجليزية: Alirajpur)‏ ، هو تقسيم إداري لدولة الهند تتبع ولاية مدية برديش (بالإنجليزية: Madhya  Pradesh)‏ ، مركزها هو مدينة اليرجيبور (بالإنجليزية: Alirajpur)‏ عدد سكانها حسب تعداد سنة 2001 هو ، مساحتها كم² وكثافة السكان لكل كم² .